# Čchien Čchi-čchen
Čchien Čchi-čchen (čínsky pchin-jinem Qián Qíchēn, znaky zjednodušené 钱其琛, tradiční 錢其琛; 5. ledna 1928 – 9. května 2017) byl čínský komunistický politik. Původně profesionální diplomat od roku 1982 působil jako náměstek ministra zahraničí, od konce 80. let zaujal vysoké vládní funkce: ministr zahraničí (1988–1998), státní poradce státní rady (1991–1993), místopředseda státní rady (vlády, 1993–2003), v Komunistické straně Číny postoupil z pozice kandidáta ústředního výboru (1982–1985) a člena ústředního výboru (1985–2002) až na člena politbyra (1992–2002). 

## Kariéra
Čchien Čchi-čchen se narodil 5. ledna 1928 v Ťchien-ťinu. Pocházel z rodu učenců z Ťia-tingu (dnes jeden z obvodů Šanghaje), mezi jeho vzdálené předky patřil historik Čchien Ta-sin (1728–1804). Vyrůstal v Šanghaji, kde v letech 1942–1945 navštěvoval střední školu; v roce 1942 ve svých 14 letech tajně vstoupil do Komunistické strany Číny. V letech 1945–1949 pracoval v novinách Ta kung pao. Po vzniku Čínské lidové republiky v roce 1949 pracoval v aparátu Komunistického svazu mládeže a komunistické strany v různých šanghajských obvodech.
Od roku 1953 pracoval v ústředním výboru svazu mládeže. V letech 1954–1955 studoval na Centrální komsomolské škole v Moskvě. V letech 1955–1963 působil jako diplomat na čínském velvyslanectví v Moskvě. Roku 1963 byl přeložen do Pekingu na ministerstvo vysokého školství.
Během kulturní revoluce byl pronásledován a v letech 1966–1972 pracoval a učil se v jedné ze škol kádrů 7. května. Po politické rehabilitaci se roku 1972 vrátil na ministerstvo zahraničí a vzápětí na čínskou ambasádu v Moskvě, později působil v Africe jako velvyslanec v Guineji (1974–1976) a současně i v Guineji-Bissau (1974–1975). V roce 1977 se vrátil do Pekingu a následujících pět let vedl tiskový odbor ministerstva. Poté v letech 1982–1988 zaujímal funkci náměstka ministra zahraničních věcí. Na XII. sjezdu KS Číny v září 1982 byl zvolen kandidátem ústředního výboru KS Číny, při reorganizaci stranického vedení v září 1985 byl převeden mezi členy ústředního výboru (znovuzvolen na sjezdech roku 1987, 1992 a 1997; do 2002).
Při sestavení nové vlády v dubnu 1988 byl jmenován ministrem zahraničních věcí, v dubnu 1991 byl jmenován státním poradcem státní rady. Na XIV. sjezdu KS Číny v říjnu 1992 byl zvolen členem politbyra ÚV KS Číny. Ve vládě jmenované v březnu 1993 povýšil na místopředsedu státní rady, přičemž si podržel i funkci ministra zahraničí. V letech 1993 a 1998 byl zvolen poslancem Všečínského shromáždění lidových zástupců.
Na XV. sjezdu KS Číny v září 1997 byl znovuzvolen do ústředního výboru a politbyra, následující jaro (v březnu 1998) v nové vládě opět zaujal pozici jejího místopředsedy, zatímco na ministerstvu zahraničí ho nahradil Tchang Ťia-süan. Ve stranických funkcích zůstal do XVI. sjezdu KS Číny v listopadu 2002, z vlády odešel se skončením jejího funkčního období v březnu 2003. Od roku 2003 je v penzi.
Jako náměstek ministra zahraničí v 80. letech vedl jednání o hranicích se Sovětským svazem, která vedla k úspěšnému urovnání hraničního sporu a k rozmrazení bilaterálních vztahů mezi Čínou a Sovětským svazem. Jako ministr zahraničí hrál zásadní roli při utváření a realizaci čínské zahraniční politiky v 90. letech, jejímž principem bylo udržování korektních vztahů se zahraničím v zájmu nerušeného ekonomického rozvoje země. Byl klíčovým aktérem při jednáních o navrácení čínské suverenity nad Hongkongem a Macaem; zasloužil se také o normalizaci vztahů Číny se Západem v obtížném období po protestech na náměstí Nebeského klidu v roce 1989; jeho setkání s tehdejším britským ministrem zahraničí Johnem Majorem v červenci 1989 bylo prvním takovým kontaktem. Byl prvním čínským diplomatem, který se zúčastnil akce ASEAN, když v roce 1991 odjel na setkání ministrů zahraničí ASEAN v Malajsii, zde Čína položila základy pro budoucí spolupráci s ASEAN. V roce 1992 byl pověřen cestou do severokorejského Pchjongjangu, aby informoval Kim Ir-sena, že Čína naváže formální diplomatické vztahy s Jižní Koreou.